# American Association 1887
American Association 1887 var den sjette sæson i baseballligaen American Association. Ligaen havde deltagelse af otte hold, som hver skulle spille 140 kampe i perioden 16. april – 10. oktober 1887. I forhold til sæsonen før havde Cleveland Forest Citys erstattet Pittsburgh Alleghenys, som i mellemtiden var skiftet til National League.
Mesterskabet blev vundet af St. Louis Browns, som vandt 95 og tabte 40 kampe, og som dermed sikrede sig sit tredje mesterskab i American Association – de to første blev vundet i 1885 og 1886.

## Resultater
| Plac. | Hold                   | Kampe | Vundne | Uafgj. | Tabte | Proc.  |
| ----- | ---------------------- | ----- | ------ | ------ | ----- | ------ |
| 1.    | St. Louis Browns       | 138   | 95     | 3      | 40    | 70,4 % |
| 2.    | Cincinnati Reds        | 136   | 81     | 1      | 54    | 60,0 % |
| 3.    | Baltimore Orioles      | 141   | 77     | 6      | 58    | 57,0 % |
| 4.    | Louisville Colonels    | 139   | 76     | 3      | 60    | 55,9 % |
| 5.    | Philadelphia Athletics | 137   | 64     | 4      | 69    | 48,1 % |
| 6.    | Brooklyn Grays         | 138   | 60     | 4      | 74    | 44,8 % |
| 7.    | New York Metropolitans | 138   | 44     | 5      | 89    | 33,1 % |
| 8.    | Cleveland Forest Citys | 133   | 39     | 2      | 92    | 29,8 % |